# Birk Sproxton
Pour les articles homonymes, voir Sproxton.
Birk Ernest Sproxton (12 août 1943-14 mars 2007). est un poète et nouvelliste canadien qui a vécu à Red Deer en Alberta.

## Biographie
Né à Flin Flon au Manitoba, Sproxton étudie à l'Université du Manitoba à Winnipeg avant de s'établir dans l'ouest de l'Alberta. Il enseigne l'écriture créative au Red Deer College (en) durant trois décennies.
Auteur et éditeur prolifique, l'une de ses dernières œuvres, Phantom Lake, North of 54 (Presse de l'Université de l'Alberta, 2005) lui permet de remporter les prix Margaret McWilliams Local History Award et Grant MacEwan Alberta Author Award.
Le fonds d'archives de Birk Sproxton est conservé au University of Manitoba Archives & Special Collections (en) (Archives et collections spéciales de l'Université du Manitoba).